# Gare de Vaux-sous-Chèvremont
Ne doit pas être confondu avec Gare de Chèvremont.
La gare de Vaux-sous-Chèvremont est une ancienne gare ferroviaire belge disparue de la ligne 38, de Chênée à Plombières située à Vaux-sous-Chèvremont dans la commune de Chaudfontaine, en Région wallonne dans la province de Liège.
Mise en service en 1872 par la Compagnie des chemins de fer des Plateaux de Herve, elle est totalement fermée au service ferroviaire en 1981. Depuis la ligne a été démontée et toute trace du site de la gare a disparu lors de la construction de la LGV 3.

## Situation ferroviaire
Établie à 76 mètres d'altitude, la gare de Vaux-sous-Chèvremont était située au point kilométrique 1,30 de la ligne 38, de Chênée à Plombières entre la gare de Chênée et la halte de Thier de Chênée.

## Histoire
Vaux-sous-Chèvremont se trouve sur la première portion de la ligne 38, mise en service, par la Compagnie des chemins de fer des Plateaux de Herve, entre Chênée et Micheroux le 15 juillet 1872.
La ligne 38 sera plus tard prolongée vers Herve et Battice, puis de Battice à Verviers (Ligne 38A), de Battice à Aubel et enfin d'Aubel à Plombières en 1895.
Vaux possédait un petit bâtiment de gare situé sur le remblai dans une courbe près du pont sur la Vesdre.
Après la Seconde Guerre mondiale, la ligne 38 subit le déclin des lignes secondaires. Le trafic des trains de voyageurs est d’abord supprimé entre Hombourg et Plombières, en 1952, et définitivement arrêté en 1957. Des trains de marchandises desservirent la ligne jusque 1986. Vaux a conservé des installations pour les marchandises jusque 1981.
Après le démontage des voies, un RAVeL a été installé sur la ligne 38 entre Vaux-sous-Chèvremont et Plombières. Il est interrompu entre la gare et le point où la ligne diverge avec la LGV 3.

### Le bâtiment de la gare
Il s’agit d’un type de gare qui fut uniquement érigé sur cette ligne (respectivement à Beyne et Vaux-sous-Chèvremont) dont l’aspect était inhabituel.
Il s’agit d’un petit bâtiment rectangulaire et étroit de deux étages sans ailes (elles furent vraisemblablement construites par après) comportant trois Travées (fort écartées) sous une bâtière transversale. La façade est en briques avec des pilastres entre les travées, les portes et fenêtres sont entourées d’un larmier épais (se reporter à la page sur la gare de Beyne pour une description plus détaillée).
À cause de la position de la gare sur un remblai et un mur de soutènement, l’accès se faisait par une rampe et un escalier (ce dernier, plus étroit, était sans doute réservé au personnel). Une extension de la gare, sur pilotis, surplombait la rampe d’accès (peut-être accueillait-elle la salle d’attente).
Les ailes latérales et l’extension arrière ont sans doute été ajoutées par après pour faire face à l’accroissement du nombre de voyageurs et offrir davantage d’espace au chef de gare et à sa famille. Il s’agit d’une aile basse d’une travée côté gauche  et d’une aile de service de quatre travées sous une toiture à faible pente en zinc.
Un petit bâtiment séparé accueille les toilettes du côté droit.
Après sa fermeture, la gare de Vaux-sous-Chèvremont a été démolie, peut-être même avant la fin du service des marchandises.
À cause de la construction de la LGV 3 qui récupère l’emprise de l’ancienne ligne 38 sur 800 mètres, le site est aujourd’hui méconnaissable.